# Georges Boulogne
Pour les articles homonymes, voir Boulogne.
Georges Boulogne, né le 1er juillet 1917 à Haillicourt, Pas-de-Calais, et mort le 24 août 1999 à Boulogne-Billancourt, est un entraîneur et dirigeant du football français.
Très influent au sein du football français après guerre, il est notamment le premier Directeur technique national de la Fédération française de football, de 1970 à 1982.

## Biographie
Georges Boulogne vit les vingt-cinq premières années de sa vie en Touraine ; il est instituteur puis professeur de sport à Amboise tout en étant footballeur amateur à l'AC Amboise (première licence en 1932), puis son entraineur, en Division d'honneur.
Il est lauréat du stage national d’entraîneur, synonyme de diplôme fédéral, en 1943, où il est très impressionné par Gabriel Hanot. En 1947, il est un des membres fondateurs de l'Amicale des éducateurs français, et sera par la suite le principal rédacteur de sa publication, L’Entraîneur français au service du football. Il quitte l'enseignement en 1948 pour se consacrer entièrement au football. Il signe à l'AS Saint-Dizier, club de Haute-Marne, comme joueur[réf. nécessaire] puis entraîneur-joueur à partir de 1948, participant à la montée du club en Championnat de France amateur en 1949, qu'il maintient lors de sa première saison sur le banc.
Il part ensuite exercer le métier d'entraîneur en Belgique, à Gand puis à Verviers, avant de revenir en France au SA Vitry-le-François, club de Division d'honneur, et enfin Mulhouse, où il soutient Pierre Ranzoni au cours de la saison 1954-1955.
Devenu secrétaire national de l'Amicale des entraîneurs en 1956, il rejoint ensuite l'encadrement technique de la Fédération française de football. Il succède à Pierre Pibarot au poste d'instructeur national en 1958, étant responsable de la méthodologie de l'enseignement aux entraîneurs et de leur formation. Il entraîne successivement les équipes de France Juniors, Amateur (de 1956 à 1958) et "B". Son influence dans le processus de modernisation et de professionnalisation du football français est centrale.
À la suite de la démission de Louis Dugauguez en mars 1969, il devient sélectionneur national par intérim puis permanent de l'équipe de France A de 1969 à 1973. Son premier match se termine par une défaite cuisante contre les Anglais à Wembley (0-5). Sous son mandat, l'équipe de France ne parvient à se qualifier ni pour la Coupe du monde 1970 (devancée par la Suède), ni pour l'Euro 1972 (devancée par la Hongrie et la Bulgarie), ni pour la Coupe du monde 1974 (devancée par l'URSS et l'Irlande). Sur ce dernier échec, il laisse sa place à l'entraîneur roumain Stefan Kovacs. Avec 14 victoires, 5 nuls et 11 défaites, son bilan sportif est modeste, mais Boulogne ouvre sa sélection aux jeunes joueurs et participe ainsi au renouveau du football français.
Il est le premier Directeur technique national (DTN), poste créé en 1970 qu'il occupe jusqu’à sa retraite en 1982, et reste jusqu'à sa disparition l'un des piliers techniques de la fédération, au siège de laquelle il conserve un bureau. Il est notamment celui qui impose aux clubs professionnels la mise en place de centres de formation, qui réforme la formation des entraîneurs, qui inspire la création de l'Institut national du football (INF) avec son programme de détection des jeunes talents, qui crée les coupes nationales cadets et minimes, etc.
Il crée en 1977 l'Union nationale des entraîneurs et cadres techniques du football français, le syndicat des entraîneurs de football en France, dont il est secrétaire général jusqu'à sa mort.
Michel Hidalgo, alors sélectionneur national, lui succède au poste de DTN. Avec Roland Chatard et Michel Hidalgo, il est l'auteur du livre Le Guide pratique du football, sorti en 1977.
Mort le 24 août 1999, il est inhumé dans le cimetière de Cangey. Le stade de la ville d’Amboise, en Touraine, porte son nom.